# Poder absolut (pel·lícula)
Poder absolut (títol original en anglès: Absolute Power) és una pel·lícula estatunidenca de 1997, produïda i dirigida per Clint Eastwood. És protagonitzada per Clint Eastwood, Gene Hackman, Ed Harris, Laura Linney, Judy Davis, Scott Glenn, Dennis Haysbert, E.G. Marshall, Melora Hardin i Richard Jenkins. Aquesta pel·lícula ha estat doblada al català.

## Argument
Luther Whitney (Clint Eastwood) és un lladre professional que planifica un nou robatori. Aconsegueix introduir-se a la casa de Walter Sullivan (E.G. Marhsall), un multimilionari i el millor amic del president dels Estats Units, Alan Richmond (Gene Hackman), que es troba de vacances. Mentre està robant, arriben fins a l'habitació on ell es troba el president Richmond i la jove esposa de Walter Sullivan, Christy (Melora Hardin), els qui comencen a besar-se. Luther s'oculta, esperant el moment oportú per escapar, però la trobada de la parella es posa violent. Luther veu com el president comença a colpejar a la jove i com ella aconsegueix defensar-se amb un obrecartes, ferint-lo. Davant els crits del president, apareixen dos guardaespatlles i li disparen a la dona, matant-la. Luther aprofita un moment de distracció i aconsegueix escapolir-se amb seu botí, prenent amb si l'única prova que pot demostrar la veritat, el tallapapers d'acer, que els responsables del crim havien oblidat en l'escena del crim; tot i que sap que el seu testimoni en contra del president no té destí.
Més tard, la cap de gabinet del president, Glòria Russell (Judy Davis) i Bill Burton (Scott Glenn) en assabentar-se del que ha passat, ordenen netejar l'habitació, trobant-se amb la caixa de seguretat oberta i buidada. Decideixen llavors preparar una coartada, donant a entendre que Christy havia estat assassinada per un lladre.
Seth Frank (Ed Harris), tinent-detectiu de la policia local, investiga Luther, ja que sap de la seva habilitat com a lladre de joies. La investigació del crim avança i Luther decideix abandonar el país, tement ser acusat del crim per la policia. No obstant això, estant a l'aeroport, canvia d'opinió en veure per la televisió un cínic discurs del president.
També la guàrdia personal del president segueix a Luther amb intenció de matar-lo. Així mateix, el milionari Walter Sullivan contracta un mercenari franctirador amb la mateixa intenció, però fracassa.
Kate Whitney (Laura Linney), filla de Luther, advocada i assistent del fiscal de districte, que gairebé no ha conegut al seu pare pels anys que aquest ha passat a la presó, tot i que coneix el passat delictiu del seu pare, no creu que ell hagi assassinat a Christy. Es posen d'acord per reunir-se i conversar en un cafè a l'aire lliure, però instants abans de la trobada, un franctirador de la guàrdia del president intenta matar-los, sense aconseguir-ho. Tant Luther com la seva filla aconsegueixen salvar les seves vides.
Fent servir la seva astúcia, Luther fa arribar a l'assistent del president un valuós collaret que havia pertangut a Christy, i aquella, sense saber-ho, ho llueix en una recepció davant el president, que de seguida reconeix la joia. El president ordena als seus esbirros que matin a Kate.
Efectivament, gairebé aconsegueixen la seva comesa, però Luther aconsegueix interposar i mata a un dels esbirros a l'hospital on es recuperava la seva filla. La policia captura a l'assistent presidencial, mentre que un tercer es suïcida.
Al seu torn, Luther aconsegueix arribar fins Walter Sullivan, i li lliura el tallapapers incriminatori amb les empremtes del president, qui aparentment se suïcida amb el mateix obrecartes, segons explicacions donades més tard pel mateix Sullivan davant els periodistes.

## Repartiment
- Clint Eastwood com a Luther Whitney
- Gene Hackman com a President Alan Richmond
- Ed Harris com a Seth Frank
- Laura Linney com a Kate Whitney
- Judy Davis com a Gloria Russell
- Scott Glenn com a Bill Burton
- Dennis Haysbert com a Tim Collins
- E.G. Marshall com a Walter Sullivan
- Melora Hardin com a Christy Sullivan
- Richard Jenkins com a Michael McCarthy
- Alison Eastwood com a estudiant d'art
- Kimber Eastwood com a guía turística de la Casa Blanca